# 815 a.C.

## Eventos
Início do reinado de Agesilaus I, da Dinastia Ágida.